# Talchako Mountain
Talchako Mountain är ett berg i Kanada.   Det ligger i provinsen British Columbia, i den sydvästra delen av landet, 3 700 km väster om huvudstaden Ottawa. Toppen på Talchako Mountain är 2 890 meter över havet, eller 80 meter över den omgivande terrängen. Bredden vid basen är 0,25 km.
Terrängen runt Talchako Mountain är huvudsakligen mycket bergig. Trakten runt Talchako Mountain är nära nog obefolkad, med mindre än två invånare per kvadratkilometer.. Det finns inga samhällen i närheten. 
I omgivningarna runt Talchako Mountain växer i huvudsak barrskog.